# 12. oktober
12. oktober er dag 285 i året i den gregorianske kalender (dag 286 i skudår). Der er 80 dage tilbage af året.
Maximilians dag. En kristen biskop, som blev martyrdræbt år 285 og siden udnævnt som værnehelgen for Østrig. Dagen er også nationaldag i Spanien.

### Begivenheder
Født - Dødsfald
- 1492 - Christoffer Columbus når med skibene Santa Maria, Niña og Pinta til Bahamaøerne, som han kalder San Salvador. Columbus tror selv, at han har fundet vestvejen til Indien, og kalder derfor øerne for Vestindien. Senere på denne rejse når han også Cuba og Haiti. I USA kalder man dagen “Landing Day“ eller “Columbus Day“, og Columbus krediteres for opdagelsen af Amerika - selvom vikingerne tidligere havde fundet vej frem til Amerika.
- 1609 - Three Blind Mice publiceres i London. Det menes, at være den første verdslige sang, der bliver trykt.
- 1617 - Christian 4. udsteder en forordning imod "Troldfolck och deris Medvidere". Heri skelnes blandt andet mellem kloge folk og egentlige hekse.
- 1822 - Brasilien erklærer sin uafhængighed af Portugal, og Pedro 1. af Brasilien udråbes til kejser.
- 1849 - Den engelske opfinder Charles Rowley patenterer sikkerhedsnålen - uvidende om, at der allerede tidligere samme år er udtaget et amerikansk patent på samme.
- 1915 - Den engelske sygeplejerske Edith Cavell henrettes af tyskerne for at have hjulpet 200 allierede fanger til at flygte til Holland. Den 15. maj 1919 holdes en mindegudstjeneste for Edith Cavell i Westminster Abbey i overværelse af George 5. Hun begraves ved Norwich Cathedral, tæt på det sted, hvor hun voksede op som datter af den lokale sognepræst.
- 1923 - Talefilm demonstreres for første gang i København.
- 1928 - Den første jernlunge (respirator) tages i brug på Boston Children's Hospital i Massachusetts.
- 1934 - Peter 2. bliver konge i Rumænien efter sin myrdede fader kong Alexander.
- 1935 - Den nazistiske tyske radio Hadamovski forbyder udsendelse af "negermusik" (jazz).
- 1940 - Tyskerne udsætter Kriegsmarines Operation Seelöwe (invasionen af England) til foråret 1941.
- 1942 - General Hermann von Hanneken afløser general Erich Lüdke som øverstbefalende for de tyske tropper i Danmark.
- 1948 - Den første Morris Minor, designet af Sir Alec Issigonis, ruller af samlebåndet på fabrikken i Cowley, Oxfordshire.
- 1954 - 347 omkommer, da en cyklon rammer Haiti.
- 1960 - Sovjetunionens premierminister Nikita Khrusjtjov lader sit temperament løbe af med sig, da han holder en tale i FN - han tager sin ene sko af, og banker den i bordet i hidsighed under sin tale.
- 1960 - Den japanske oppositionsleder Inejiro Asanuma bliver stukket ned ved et politisk møde og dør kort tid efter. Gerningsmanden, en 17-årig højreorienteret student begår senere selvmord i arresten.
- 1964 - For første gang sendes mere end ét menneske ud i rummet med samme rumfartøj, da Sovjetunionen opsender 3 kosmonauter på een gang med Voskhod 1
- 1966 - Finansminister Henry Grünbaum fremsætter forslag om indførelse af kildeskat og moms (10 procent).
- 1968 - Spansk Guinea bliver selvstændigt under navnet Ækvatorialguinea.
- 1968   - De 19. olympiske lege åbner i Mexico.
- 1969 - Sovjetiske Sojuz 7 sendes i kredsløb.
- 1971 - Musicalen Jesus Christ Superstar har premiere på Broadway. Musicalen bliver modtaget med nogen forargelse på grund af sit kontroversielle indhold. Den er skrevet Tim Rice og Andrew Lloyd Webber. I alt kommer den til at blive opført 720 gange på Broadway.
- 1975 - I Barcelona taber Danmarks fodboldlandshold en EM-kvalifikationskamp mod Spanien med 2-0.
- 1975   - Pave Paul 6. kanoniserer den irske ærkebisp Oliver Plunkett, som blev henrettet af englænderne i 1681.
- 1976 - Mao tse-Tungs enke bliver anklaget for venstreorienteret sammensværgelse. Samtidig udnævnes Hua Guofeng til ny formand for Kinas kommunistiske parti.
- 1980 - 26 medlemmer af De Røde Brigader dømmes til fængsel på livstid for mordet på Aldo Moro.
- 1982 - Rockgruppen The Who giver afskedskoncert i New York.
- 1983 - I en EM kvalifikationskamp mod Luxembourg i Idrætsparken vinder Danmarks fodboldlandshold]] 6-0. Målene blev scoret af Michael Laudrup (3), og Preben Elkjær (2), og Allan Simonsen.
- 1983 - Japans tidligere ministerpræsident Tanaka idømmes 4 års fængsel for modtagelse af bestikkelse fra flyfabrikken Lockheed.
- 1984 - Kernen af den britiske regering er ved at blive dræbt under et bombeattentat i Brighton, hvor det konservative parti holder kongres. Fire bliver dræbt og 30 kvæstet ved attentatet, som IRA tager ansvaret for. Det er nærmest et mirakel, at premierminister Margaret Thatcher slipper uskadt. Hun er i sit arbejdsværelse, da eksplosionen sker, og badeværelset i hendes suite bliver bortsprængt.
- 1986 - Store dele af El Salvador rammes af et jordskælv på 5,4 på Richterskalaen og omkring 1.200 omkommer. 10.000 bliver kvæstet og op mod 150.000 bliver hjemløse.
- 1986   - Revyen The Golden Horseshoe Revue opføres for sidste gang i Disneyland  i Anaheim, Californien, USA. Det er den revy i verden, der har været opført flest gange. Den havde premiere 16. juli 1955 og blev set af i alt cirka 16 millioner mennesker.
- 1989 - Resterne af Shakespeare's "Globe" teater identificeres af arkæologer, som arbejder på sydbredden af Themsen.
- 1991 - Verdens første vindmøllepark til havs åbnes i Langelandsbæltet ved Vindeby.
- 1992 - Et jordskælv på 5,9 på Richterskalaen i Cairo-området i Egypten koster omkring 500 mennesker livet. Det var det kraftigste jordskælv i Egyptens historie. Egypten ligger ikke i en jordskælvszone.
- 1993 - Allan Mogensen vinder i USA VM i orienteringsløb. Det er første gang nogensinde, at Danmark vinder en VM-titel i orienteringsløb.
- 1994 - I Nordirland erklærer den protestantiske "Combined Loyalist Military Command" (en organisation for protestantiske ekstremistgrupper) en våbenhvile fra midnat.
- 1994 - Danmarks fodboldlandshold vinder en EM-kvalifikationskamp i Parken mod Belgien med 3-1 efter at have været bagud med 0-1. Målene bliver scoret af Kim Vilfort, John Faxe Jensen og Mark Strudal.
- 1997 - I San Sebastian i Spanien vinder danske Bo Hamburger sølv i VM i landevejscykling. Verdensmester bliver franskmanden Laurent Brochard.
- 1997 - John Denver døde i en solo ulykke, da hans privatfly styrtede ned.
- 1999 - Fremskridtspartiets fire folketingsmedlemmer bryder ud af partiet i protest mod, at stifteren Mogens Glistrup er genindtrådt i partiet. Folketingsmedlemmerne bliver dog i Folketinget, hvor de stifter et nyt parti, Frihed 2000.
- 2000 - Det amerikanske flådefartøj USS Cole udsættes for et terroristangreb i Aden, Yemen, hvorunder 17 besætningsmedlemmer omkommer og mindst 39 kvæstes.
- 2002 - Terroristangreb på Bali mod to diskoteker i strandbyen Kuta. 300 omkommer (deriblandt 3 danskere) og mere end 300 kvæstes.
- 2006 - Den tyrkiske forfatter Orhan Pamuk tildeles Nobelprisen i litteratur. Det er første gang, en tyrkisk forfatter modtager prisen.

### Født
- 1537 - Kong Edvard 6. af England, søn af Henrik 8. og dennes tredje hustru Jane Seymour (død 1553).
- 1580 - Hortensio Félix Paravicino, spansk prædikant og digter (død 1633).
- 1744 - Nicolai Edinger Balle, dansk biskop over Sjælland (1816).
- 1861 - Kirstine Bjerrum Meyer, dansk underviser og fysiker (død 1941).
- 1868 - August Horch, tysk ingeniør og forretningsmand, grundlægger af Audi (død 1951).
- 1872 - Ralph Vaughan Williams, engelsk komponist (død 1958).
- 1891 - Edith Stein, tysk-jødisk filosof (død 1942).
- 1894 - Elisabeth af Rumænien, (død 1956).
- 1896 - Eugenio Montale, italiensk digter og nobelprismodtager (død 1981).
- 1906 - Francis Hong Yong-ho,  romersk-katolske biskop i Nordkorea.
- 1924 - Mimis Plessas, græsk pianist og komponist (død 2024).
- 1930 - Jens Martin Knudsen, dansk fysiker og Mars-forsker (død 2005).
- 1935 - Luciano Pavarotti, italiensk operasanger (død 2007).
- 1941 - Peter Abrahamsen, dansk musiker og pladeproducent (død 2024).
- 1944 - Jess Søderberg, dansk skibsreder.
- 1947 - Aqqaluk Lynge, grønlandsk politiker og forfatter.
- 1948 - Flemming Toft, dansk sportsjournalist.
- 1956 - Teit Ritzau, dansk filminstruktør.
- 1968 - Hugh Jackman, australsk skuespiller.
- 1973 - Nikolai Bøgelund, dansk jazzmusiker.
- 1975 - Marion Jones, amerikansk sprinter.
- 1976 - Kajsa Bergqvist, svensk højdespringer.
- 1980 - Stefan Friis Ringive, dansk jazzmusiker.
- 1988 - Mette Abildgaard, dansk politiker.

### Dødsfald
- 1492 - Pierro della Francesca, italiensk maler (født 1416).
- 1576 - Maximilian 2., tysk-romersk kejser (født 1527).
- 1730 - Frederik 4., dansk konge (født 1671).
- 1844 - Clas Livijn, svensk forfatter (født 1781).
- 1845 – Elizabeth Fry, britisk filantrop (født 1780).
- 1859 – Robert Stephenson, britisk ingeniør  (født 1803).
- 1915 - Edith Cavell, engelsk sygeplejerske (født 1865). Henrettet under 1. verdenskrig i Belgien af den tyske besættelsesmagt.
- 1924 - Anatole France, fransk forfatter og modtager af Nobelprisen i litteratur (født 1844).
- 1953 – Hjalmar Hammarskjöld, svensk politiker, Sveriges statsminister 1914–1917  (født 1862).
- 1969 - Sonja Henie, norsk skøjteløber (født 1912).
- 1971 - Gene Vincent, amerikansk sanger og guitarist (født 1935).
- 1976 - José Rozo Contreras, colombiansk komponist (født 1894).
- 1993 - Henny Harald Hansen, dansk etnograf og museumsinspektør (født 1900).
- 1996 - Roger Lapébie, fransk cykelrytter (født 1911).
- 1997 - John Denver, amerikansk countrysanger (født 1943) - flystyrt.
- 2011 - Patricia Breslin, amerikansk skuespillerinde (født 1931).
- 2011 - Dennis M. Ritchie, amerikansk matematiker (født 1941).
- 2012 - Erik Moseholm, dansk bassist og komponist (født 1930).
- 2013 - George Herbig, amerikansk astronom (født 1920).
- 2015 - Joan Leslie, amerikansk skuespillerinde (født 1925).
- 2024 - Alex Salmond, skotsk førsteminister (født 1954).

|  | Denne datoartikel kan blive bedre, hvis der indsættes et (bedre) billede Du kan hjælpe ved at afsøge Wikimedia Commons for et passende billede eller uploade et godt billede til Wikimedia Commons iht. de tilladte licenser og indsætte det i artiklen. |